# Wilhelm Fries

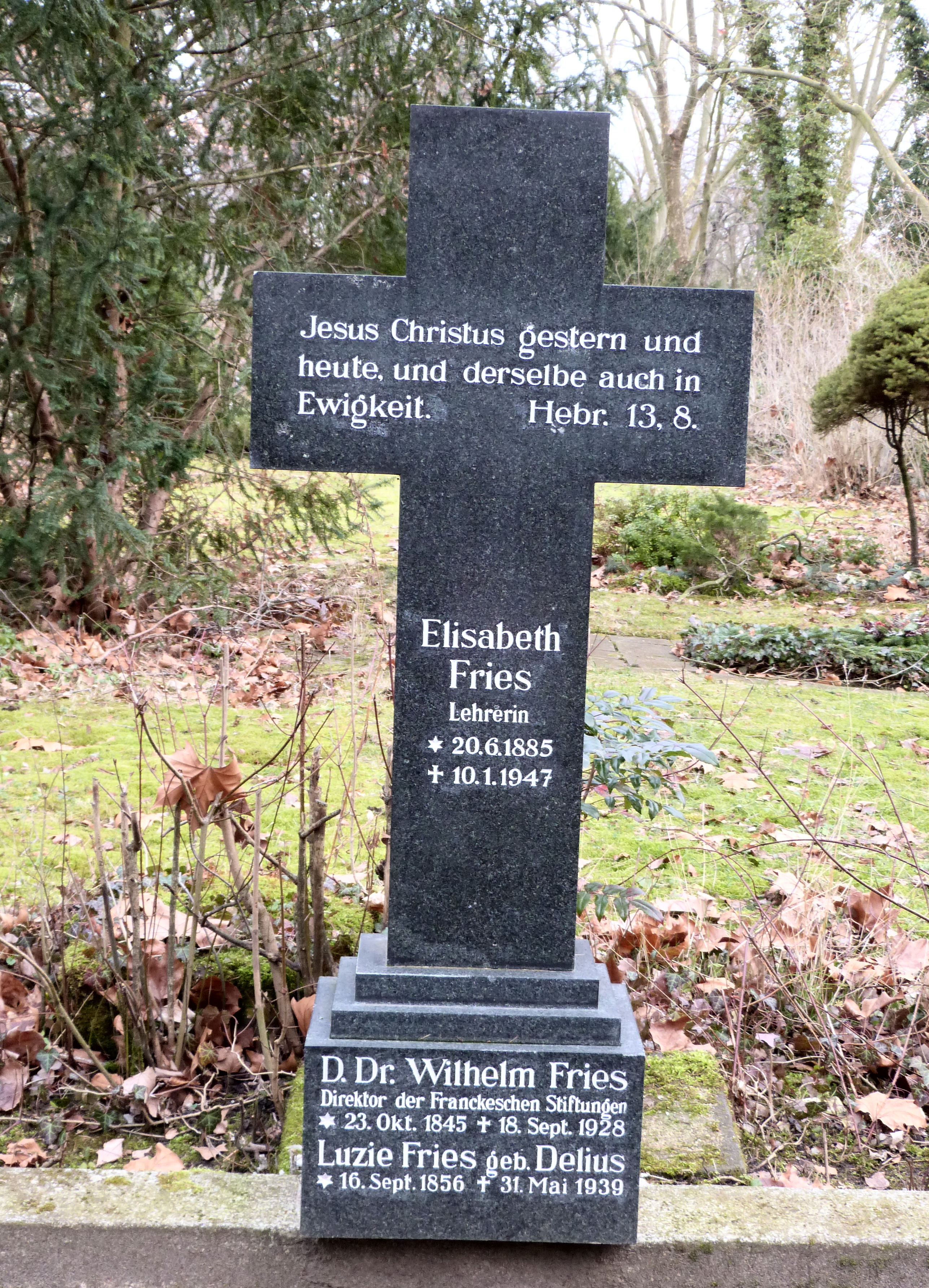
Wilhelm Fries’ Grab auf dem halleschen Südfriedhof

Friedrich Wilhelm Richard Fries (* 23. Oktober 1845 in Landeshut, Schlesien; † 18. September 1928 in Halle an der Saale) war ein deutscher Philologe und Pädagoge.

## Leben
Der Sohn eines königlich preußischen Wege- und Wasserbauinspektors besuchte die Schule in Graudenz und Schweidnitz. Ab 1865 studierte er Philologie und Geschichte in Breslau, wo er 1870 promoviert wurde. Von 1871 bis 1880 war er Gymnasiallehrer in Bielefeld und Barmen (Wuppertal). 1876 heiratete er Luzie Delius in Bielefeld, Tochter des Tuchfabrikanten Hermann Delius. Ab 1880 war er Gymnasialdirektor in Eutin und ab 1881 Direktor der Latina der Franckeschen Stiftungen in Halle, deren gesamte Leitung er 1882 übernahm. Ab 1895 wurde er Vorsitzender der Wissenschaftlichen Prüfungskommission und ab 1897 Professor der Pädagogik an der Universität Halle. 1898 erhielt er einen Ehrendoktor der dortigen theologischen Fakultät. 1921 ging er in den Ruhestand. Unter seiner Leitung nahm die Schülerzahl deutlich zu, verschiedene Schulgebäude der Stiftungen wurden erneuert oder neu errichtet. Von seinen Söhnen wurde Eduard Fries Missionar in Niederländisch-Indien, danach Direktor der Rheinischen Missionsgesellschaft in Barmen, Wilhelm Fries wurde Pfarrer und Superintendent in Delitzsch.

## Werke
- August Hermann Franckes Großer Aufsatz, in: Festschrift z. 200-jähr. Jubiläum der Universität Halle, Halle: Waisenhaus 1894;
- Die Franckeschen Stiftungen in ihrem zweiten Jahrhundert, Halle: Waisenhaus 1898;
- Die Stiftungen August Hermann Franckes: Festschrift z. 2. Säkularfeier seines Geburtstages..., Halle: Waisenhaus 1913;